# اقتصاد الأرجنتين
اقتصاد الأرجنتين هو اقتصاد الدخل فوق المتوسط، ثالث أكبر اقتصاد في أمريكا اللاتينية ورابع أكبر اقتصاد في نصف الأرض الجنوبي.
تستفيد الأرجنتين من الموارد الطبيعية الغنية، والسكان الذين على درجة عالية من التعلم، والقطاع الزراعي ذو الوجهة التصديرية، والقاعدة الصناعية المتنوعة. كان أداء الأرجنتين الاقتصادي متفاوتًا على مر التاريخ، فكان النمو الاقتصادي المرتفع متناوبًا مع فترات الركود الشديدة، وخاصة منذ أواخر القرن العشرين، منذ ازدياد معدلات سوء التوزيع والفقر. ومؤخرًا من القرن العشرين، امتلكت الأرجنتين أحد أعلى مستويات الناتج المحلي الإجمالي الفردي في العالم، بالتساوي مع كندا وأستراليا وتفوقت على فرنسا وإيطاليا. انخفضت قيمة العملة في الأرجنتين بنسبة تقارب 50% في عام 2018 إلى أكثر من 38 بيزو أرجنتيني لكل دولار أمريكي ومنذ ذلك العام، كانت ضمن برنامج احتياطي لصندوق النقد الدولي. وفي عام 2019، شهد انخفاضًا أكثر بنسبة 25%.
يعتبر مؤشر الأسهم العالمية فوتسي (2018) الأرجنتين سوقًا صاعدًا، وواحدًا من الاقتصادات الكبرى في مجموعة العشرين.
حازت الأرجنتين المرتبة 73 في مؤشر الابتكار العالمي عام 2023. وتراجعت للمركز 76 في مؤشر عام 2024. 

## تاريخيًا
قبل ثمانينيات القرن التاسع عشر، كانت الأرجنتين في ركود منعزل نسبيًا، واعتمدت على اللحوم المملحة والصوف والجلد في الجزء الأكبر من صرف العملات وتوليد الدخل والأرباح المحلية. بدأ الاقتصاد الأرجنتيني يمر بنمو سريع بعد عام 1880 عبر تصدير المواشي وسلع الحبوب. كذلك عبر الاستثمارات البريطانية والفرنسية، مشيرةً إلى بداية حقبة خمسين عامًا من التوسع الاقتصادي الملحوظ والهجرة الأوروبية الجماعية.
خلال أكثر فترات نشاطه، منذ عام 1880 إلى 1905، أسفر هذا التوسع عن نمو بمقدار 7.5 ضعف في الناتج المحلي الإجمالي، وبمعدل نحو 8% سنويًا. يُعد الناتج المحلي الإجمالي مؤشرًا مهمًا للتطور، والذي ارتفع بنسبة من 35% إلى 80% في معدل الولايات المتحدة خلال تلك الفترة. تباطأ النمو بشكل ملحوظ بعد ذلك، فكان الناتج المحلي الإجمالي الأرجنتيني بحلول عام 1941 نحو نصف الناتج في الولايات المتحدة. ومع ذلك، كان الناتج الإجمالي الفردي أقل منه في أوروبا الغربية في الفترة الممتدة من عام 1890لغاية عام 1950⸵ رغم أن الدخل في الأرجنتين بقي أقل توزيعًا بالتساوي بشكل ملحوظ.
أدى الكساد الكبير إلى انخفاض الناتج المحلي الإجمالي الأرجنتيني بمقدار الربع بين عامي 1929 و 1930. واستعاد ما فقده بحلول أواخر الثلاثينيات جزئيًا عبر التصنيع لاستبدال الواردات، استمر الاقتصاد بالنمو باعتدال خلال الحرب العالمية الثانية (نقيضًا للركود الذي سببته الحرب السابقة). أسفرت الحرب عن الحد من توفر الواردات وزيادة أسعار صادرات الأرجنتين والتي أنتجت مجتمعة فائضًا تراكميًا بمقدار 1.6 مليار دولار، وبموجب معاهدة روكا رونسيمان، حُظر ثلثها كأرباح غير قابلة للتحويل في بنك إنجلترا. وبالاستفادة من التمويل الذاتي المبتكر والقروض الحكومية، كان هناك قيمة مضافة على التصنيع، بيد أن الدولة تجاوزت ذلك بالزراعة لأول مرة في عام 1943، موظفةً بذلك ما يزيد عن مليون بحلول عام 1947، وسمحت بانخفاض الحاجة للسلع الاستهلاكية المستوردة بنسبة 40% من المجموع الكلي إلى 10% بحلول عام 1950.
أممت إدارة خوان بيرون الشعبية كل من البنك المركزي والخط الحديدي وصناعات إستراتيجية وخدمات أخرى في الفترة الممتدة من عام 1945 لغاية عام 1955. كان تشريع التنموية التالي بعد عام 1958 متبوعًا بخمسين عامًا واعدًا، رغم جزئيته. أصبح التضخم المالي مشكلة حادة خلال هذه الفترة (تراوح بمعدل 26% سنويًا في الفترة الممتدة من عام 1944 لغاية عام 1974)⸵ إلا أنه لم يصبح «متطورًا» بشكل كامل، في الفترة 1932–1974، نما الاقتصاد الأرجنتيني نحو خمسة أضعاف (أو بنسبة 3.8% سنويًا) في حين تضاعف عدد السكان فقط. رغم أن هذا التوسع لم يكن ملحوظًا، إلا أنه كان موزعًا بشكل جيد وأدى إلى بعض التغييرات الجديرة بالذكر في المجتمع الأرجنتيني –ولا سيما تطور أكبر طبقة متوسطة نسبيًا (40% من السكان بحلول الستينيات) في أميركا اللاتينية كذلك في مناطق الطبقات الأعلى دخلًا والأكثر نقابيةً.
تراجع الاقتصاد مع ذلك خلال الحكم العسكري الديكتاتوري في الفترة الممتدة من عام 1976 لغاية عام 1983، ولبعض الوقت بعد ذلك. قدم كبير خبراء اقتصاديي الحكم الديكتاتوري، خوسيه ألفريدو مارتينيز دي هوز، سياسةً تحرر مالي فاسدة ومناهضة للعمل والتي زادت من عبء المديونية وأعاقت التطور الصناعي والحراك الاجتماعي. وأعلنت ما يزيد عن 400,000 شركة من جميع الأحجام إفلاسها بحلول عام  1982، وفشلت السياسات الاقتصادية النيوليبرالية السائدة في الفترة الممتدة من عام 1983 لغاية عام 2001 في عكس هذه الحالة.
أدى تسجيل أقساط فوائد الديون الأجنبية والتهرب الضريبي وهروب رؤوس الأموال إلى أزمة في ميزان المدفوعات، فاجتاحت الأرجنتين ونجم عنها ركود تضخمي شديد في الفترة الممتدة من عام 1975 إلى عام 1990، تضمن ذلك نوبة تضخم مفرط في عامي 1989 و1990. وفي محاولة لمعالجة هذا الوضع، ربط الاقتصادي دومينغو كافالو البيزو الأرجنتيني بالدولار الأمريكي في عام 1991 وحد من نمو التداول المالي. استهل فريقه بعد ذلك بمسار متمثل في تحرير التجارة ورفع القيود والخصخصة. هبط معدل التضخم إلى أرقام أحادية ونما الناتج الإجمالي المحلي بمقدار الثلث في أربعة أعوام.
حدث نمو اقتصادي غير منتظم بدءًا من عام 1995 نتيجة الصدمات الاقتصادية الخارجية، كذلك الاعتماد على الرأسمالية قصيرة الأجل والسريعة والقروض للحفاظ على أسعار الصرف الثابتة المفرطة والفوائد المقلصة، إلا أن هذا النمو انهار في نهاية المطاف في عام 2001. عانى الاقتصاد في ذلك العام والذي يليه من أشد انخفاضاته منذ عام 1930، ثم تعثرت الأرجنتين في ديونها، وانخفض الناتج الإجمالي المحلي بنسبة 20% تقريبًا في أربعة أعوام، وبلغت نسبة البطالة 25%، وانخفضت قيمة البيزو بنسبة 70% بعد انخفاض قيمة العملة وسعر الصرف العائم.
منذ ذلك الحين، تحسن الوضع الاقتصادي الاجتماعي الأرجنتيني باطراد. وتسببت السياسات النقدية والسلع التصديرية بانتعاش الناتج الإجمالي المحلي اعتبارًا من عام 2003 وما بعده. استمر هذا الاتجاه إلى حد كبير، وأوجد أكثر من خمسة ملايين فرصة عمل ومشجعًا للاستهلاك المحلي والاستثمارات الثابتة. عُززت برامج الرعاية الاجتماعية، وفي عام 2003، بدأ تأميم عدد من الشركات الأخرى المهمة التي خُصخصت خلال التسعينيات. تضمن هذا الخدمات البريدية، والمرافق العامة الأرجنتينية للمياه والصرف الصحي (مرفق المياه المزود لبوينس آيرس)، وصندوق التقاعد (المحال إلى الإدارة الوطنية للضمان الاجتماعي)، والخطوط الجوية الأرجنتينية، وشركة واي بّي إف الكهربائية، وخطوط السكك الحديدية.
تضاعف الاقتصاد تقريبًا من عام 2002 إلى عام 2011، بمعدل نمو 7.1% سنويًا ونحو 9% لخمس أعوام متتالية بين عامي 2003 و2007. ارتفعت الأجور الفعلية نحو 72% من أدنى مستوياتها في عام 2003 إلى عام 2013. أثر الكساد العالمي على الاقتصاد الأرجنتيني في عام 2009، مع تباطؤ النمو قرابة الصفر⸵ لكن الاقتصاد استأنف النمو الكبير، وازداد اناتج الإجمالي نحو 9% في عامي 2010 و2011. تباطأ النمو منذ عام 2012، وساهم في ذلك كل من ضوابط النقد الأجنبي والإجراءات التقشفية والتضخم المستمر، وفترات الركود في البرازيل وأوروبا والشركاء التجاريين الآخرين. بلغ معدل النمو 1.3% من عام 2012 إلى عام 2014، وارتفع إلى 2.4% في عام 2015.
يرتكز سوق السندات الحكومية الأرجنتينية على السندات المرتبطة بالناتج الإجمالي المحلي، والمستثمرين المحليين والأجنبيين، وسجل صافي المردود في خضم النمو المتجدد. أتاحت إعادة هيكلة الديون الأرجنتينية في عامي 2005 و2010 استئناف الغالبية العظمى من سنداتها المتعثرة والتي تقدر بقيمة 100 مليار دولار أمريكي، وقروض أخرى من عام 2001.
رفض المماطلون المتحكمون بنسبة 7% من السندات اقتراحات عامي 2005 و2010 باستبدال سنداتهم، ومن ضمنهم صغار المستثمرين والمحفظة الوقائية والصناديق الانتهازية بقيادة شركة إن إم إل المحدودة لباول سينغر الواقعة في جزر الكايمان. طالب سينغر بمبلغ 832 مليون دولار مقابل السندات المشتراة بقيمة 49 مليون دولار في الأسواق الثانوية، وحاول الاستحواذ على أصول الحكومة الأرجنتينية في الخارج وأقام دعوى للحجز التحفظي على مدفوعات الأرجنتين إلى 93% ممن قبلوا المقايضات السابقة رغم الخصم الكبير. حصل حاملو السندات الذين قبلوا اقتراح عام 2005 بقيمة 30 سنت مقابل الدولار على عوائد بمقدار 90% تقريبًا وفقًا لإحصائيات مورغان ستانلي. أقامت الأرجنتين شبه تسوية مع حملة السندات في فبراير 2016 بقيمة 9.3 مليار دولار⸵ حصلت شركة إن إم إل على 2.4 مليار دولار، وعائد بنسبة 392% من القيمة الأصلية للسندات.
بينما اعتبرت الأرجنتين بقايا مديونية الحكومات غير الشرعية ديونًا بغيضة غير قانونية، واصلت تسديد هذه الديون رغم الكلفة السنوية التي تبلغ نحو 14 مليار دولار ورغم كونها خارج نظام أسواق الائتمان الدولية بسبب قضايا السندات السنوية منذ عام 2002 بمتوسط يبلغ أقل من ملياري دولار (والذي يستثني تمديد أجل الدين).
ومع ذلك استمرت الأرجنتين بإجراء إصدارات السندات الناجحة، بينما استمر سوق أسهم الدولة وثقة المستهلكين والاقتصاد الكلي بالنمو. كانت مبيعات الدولة الناجحة للسندات بقيمة 16.5 مليار دولار في أبريل 2016 الأكبر في تاريخ الأسواق الناشئة.
في مايو 2018، طلبت الحكومة الأرجنتينية تدخلًا من صندوق النقد الدولي، بقرض كفالة انقاذ مالية بلغ 30 مليار دولار، كما أبلغت بلومبيرغ عنها.
في مايو 2018، بلغ التضخم المالي المقدر رسميًا ذروته بنسبة 25% لكل عام، وفي 4 مايو زاد البنك المركزي الأرجنتيني من سعر الفائدة على البيزو بمقدار 40% بعد أن كانت 27.25%، والتي تُعتبر الأعلى في العالم، منذ أن خسرت العملة الوطنية 18% من قيمتها منذ بداية العام.

## مزيد من القراءة
- Bulmer-Thomas, Victor. The Economic History of Latin America since Independence (New York: Cambridge University Press). 2003.
- Argentina: Life After Default Article looking at how Argentina has, for the most part, recovered from its crisis in 2002